# 神山浩樹ののびのびサタデー
神山浩樹ののびのびサタデー（かみやまひろきののびのびサタデー）は、2018年4月7日からIBC岩手放送で毎週土曜日に放送されているラジオ番組。

## 概要
IBCアナウンサーの神山浩樹の冠番組として2018年4月7日に開始した。神山が土曜日昼の生放送ラジオ番組を担当するのは『神山浩樹のサタデーまねき猫』（2006年4月 ‐ 2008年3月）→『サタデーおじゃま商店』（2008年4月 - 2009年3月）以来9年ぶりである。
かつて、当番組の放送時間帯には『大塚富夫のタウン』（13:00 - 15:30）が放送されていたが、当番組の開始に合わせて15:00 - 17:00に変更（2時間繰り下げ・30分短縮）された。
イベント会場などから公開放送を行うことがある。長らく土曜午後の公開放送は『タウン』で行っていたが、当番組開始以降は毎年9月の「IBCまつり」開催日を除き公開放送は行わず、本社スタジオからの放送に専念している。また、いわちくのコーナーと684レポートも以前は『タウン』のコーナーだったが、当番組の開始により移設された。

## タイムテーブル
- 13:00 - オープニング・内容紹介・投稿紹介
- 13:30 - 加藤久智「競馬のはなし」
- 13:40 - いわちく、ひとつひとつに、おいしい笑顔。
- 14:00 - 岩手日報IBCニュース
- 14:05 - 中古車・農機具買い取り情報
- 14:15 - 684レポート
- 14:30 - のびのび動物園
- 14:40 - わたしのこの一曲
- 14:50 - 神様 心の川柳
- 14:55 - 投稿紹介・エンディング